# Colom missatger
Un colom missatger és un colom roquer (Columba livia) que s'entrena perquè torni al seu colomar des de llargues distàncies portant un tipus de missatge, anomenat columbogrames, en un tub anul·lar que se'ls col·loca lligat a una pota.

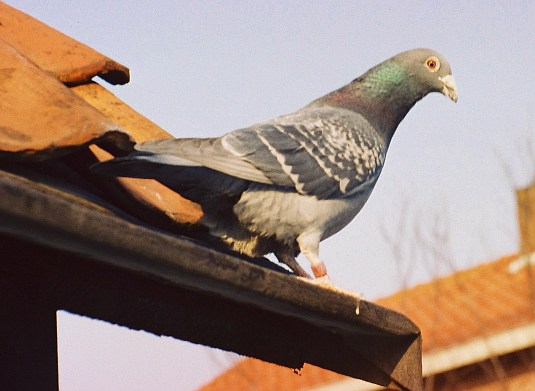
Colom missatger de retorn al colomar

Els coloms missatgers han estat utilitzats des de l'antiguitat per portar missatges d'un lloc a aun altre (en pergamins enrotllats en una pota o a l'interior d'un tub). Ho han fet tant en temps de guerra, per notificar triomfs o derrotes, com en temps de pau, utilitzades per exemple pels hospitals per envair mostres de sang als laboratoris. Cal tenir en compte que els coloms missatgers poden recórrer 800 kilòmetres en un dia.
El vol del colom és ràpid i vigorós, arribant a assolir velocitats de més de 90 km/h. Atès que el seu instint li permet tornar a casa, des de temps antics se l'ha utilitzat per portar missatges. Mentre que els marins necessiten cronòmetres i sextants per determinar la seva posició, el colom missatger sap gairebé a l'instant -pel camp magnètic de la Terra i la posició del Sol- en quina direcció ha de volar encara que se l'hagi deixat anar en territori desconegut a centenars de quilòmetres de la seva llar. Així mateix, té en compte el moviment del Sol al cel perquè aquest no canviï la seva direcció de vol.
Existeixen diverses teories que expliquen la capacitat dels coloms missatger per trobar el rumb adequat, però pot suposar-se amb certa precisió la forma en què ho fan. Son aus unidireccionals; això és, que sempre retornen a casa, al colomar on varen néixer o on es varen adaptar com a adultes, encara que per això hagin de recórrer centenars de 	quilòmetres.
Aquest peculiar instint d'orientació, anomenat menotaxia, es deu al seu desenvolupat rellotge biològic, d'acord amb la latitud en què es va criar, de manera que tots els seus ritmes vitals estan adaptats a la intensitat i duració de la llum en aquell lloc per a qualsevol època de l'any. Així, en soltar al colom aquest dirigirà el seu vol en la direcció en què el Sol mostrarà l'adequada posició aparent a l'hora del dia i època de l'any que el colom recorda.
Tanmateix, aquesta facultat només li servirà per apropar-se al punt de destí. Per arribar al colomer en el seu tram final, els coloms missatgers usen un altre sentit d'orientació, anomenat farotaxia, basat en el reconeixement previ de punts fixos en diverses ocasions, com edificis, arbres, jardins, etc.

## Història
Segons la tradició bíblica, el colom missatger més antic seria el que li va portar a Noè el missatge del retrocés de les aigües després del diluvi universal en tornar amb una branca d'olivera al bec. La veritat és que la utilització dels coloms com a mitjà de comunicación es coneix des de l'antiguitat. Els grecs transmetien a les ciutats els noms dels guanyadors dels Jocs Olímpics de l'antigor mitjançant coloms i les legions romanes tenien colomars mòbils que acollien milers d'exemplars. Els àrabs van perfeccionar el seu ús i les van utilitzar, per exemple, en les seves lluites contra els croats a Terra Santa per conèixer els seus moviments. Van existir serveis de correu regulars mitjançant coloms missatgers i es van emetre segells d'ús exclusiu per a aquests serveis.

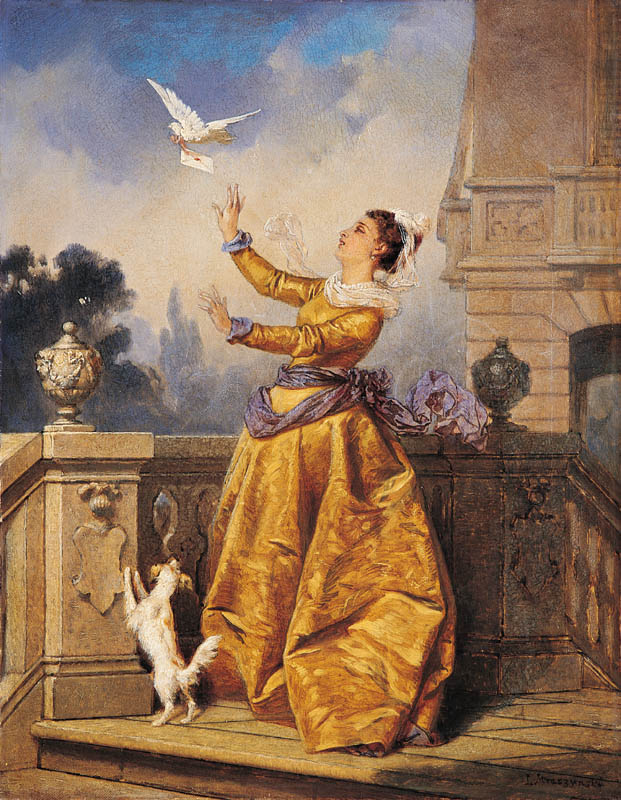
Enviant un missatge

La utilització del colom missatger com a mitjà de comunicació va disminuir amb l'aparició de la telegrafia sense fils. Actualment el seu ús és gairebé exclusivament esportiu encara que els diferents exèrcits mantenen unitats especialitzades per a casos de conflictes militars que comportin el col·lapse de les comunicacions.
El març del 2010 l'exèrcit espanyol va decidir suspendre el sistema de coloms missatgers, que es trobava ja en desús, el seu últim servei va tenir lloc el 2006.
L'actual colom missatger és el resultat de l'encreuament de diversos tipus de coloms, que té com a característiques principals: el sentit d'orientació i el morfotipus atlètic. Es diferencien de la resta dels coloms per la seva vivesa, la seva rapidesa de vol, el seu plomatge abundant i brillant, la seva cua sempre plegada, el seu coll (fortament implantat i alçat) i la seva gran resistència a la fatiga. Tenen un pes mitjà comprès entre 425 i 525 gr. per als mascles i 300 i 480 gr. per a les femelles. És capaç de franquejar en un sol dia distàncies de 700 a 1000 km a velocitats mitjanes superiors als 90 km/h.